# Os Poemas Possíveis
Os Poemas Possíveis é uma obra de José Saramago, lançada em 1966 pela Portugália Editora.

Consiste na primeira obra de poesia do autor, publicada quando este tinha 40 anos.
Trata-se de uma colectânea de uma vasta produção poética revelada pela primeira vez em 1966. É composto por 148 poemas, organizados em
5 secções/cadernos.